# Stato alawita
Lo Stato alawita (in arabo دولة جبل العلويين‎?, Dawlat Jabal al-‘Alawiyyīn; in francese État des Alaouites), ufficialmente chiamato il Territorio degli alawiti (in francese Territoire des Alaouites), dopo la dominazione locale alawita dal suo inizio fino alla sua integrazione nella Federazione siriana nel 1922, fu un territorio del mandato francese sulla costa dell'attuale Siria dopo la prima guerra mondiale. Il mandato francese della Società delle Nazioni durò dal 1920 al 1946.
L'uso di "alawita", invece di "nusayri", fu sostenuto dai francesi all'inizio del periodo del mandato e si riferiva a un membro della religione alawita. Nel 1920, il "Territorio alawita", chiamato in Francia, ospitava una vasta popolazione di alawiti.

## Geografia

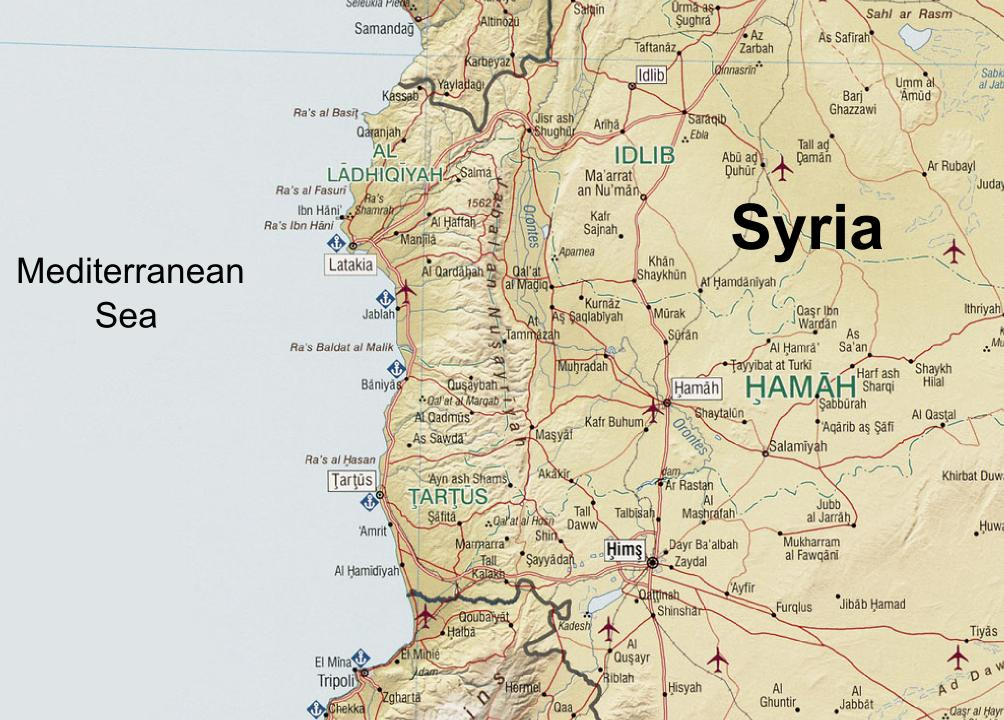
Mappa fisico-politica della Regione alawita

La regione è costiera e montuosa, sede di una popolazione prevalentemente rurale ed eterogenea. Durante il periodo del mandato francese, la società era divisa per religione e geografia; le famiglie dei proprietari terrieri e l'80 per cento della popolazione della città portuale di Latakia erano musulmani sunniti. Più del 90% della popolazione della provincia era rurale e l'82% era alawita.
Lo Stato alawita confinava a sud con il Grande Libano e a nord con il Sangiaccato di Alessandretta, dove gli alawiti costituivano una larga parte della popolazione. A ovest vi era il Mediterraneo e il confine orientale con la Siria correva grosso modo lungo la Catena Costiera Siriana e il fiume Oronte da nord a sud. Gli attuali governatorati di Latakia e Tartus rientrano grosso modo nello Stato alawita. Entrambi hanno popolazioni maggioritarie alawite; parti degli odierni distretti di Al-Suqaylabiyah, Masyaf, Talkalakh e Jisr ash-Shugur appartenevano allo Stato.

## Storia

### 1918-1920
Il crollo dell'Impero ottomano alla fine della prima guerra mondiale (con l'armistizio di Mudros il 30 ottobre 1918) provocò una lotta per il controllo delle province dell'impero in via di disintegrazione. A partire dal 1918, la Francia occupò il Libano e la Siria, che era sotto la guida dell'Emiro Faisal I. Nel 1920, il crescente sentimento antifrancese nella regione portò alla creazione del Regno arabo di Siria sotto il re Faisal I il 7 marzo 1920. Il Regno arabo di Siria fu inizialmente sostenuto dagli inglesi, nonostante le proteste francesi. Gli inglesi ritirarono il loro sostegno e il 5 maggio 1920 il Consiglio supremo alleato pubblicò un mandato per la "Siria e Libano" alla Repubblica francese con il francese e l'arabo come lingue ufficiali. Il generale Gouraud fu nominato alto commissario dei territori siriani e comandante in capo delle forze francesi.
La popolazione del Libano era filo-francese; quella della Siria era antifrancese, con un'inclinazione nazionalista panaraba. I francesi insistettero sul fatto che il mandato non era "incoerente" con l'autogoverno siriano. I siriani furono costretti ad accettare il mandato quando il re Faisal lasciò il paese (sotto la pressione della Francia) nel luglio 1920, dopo che la Gran Bretagna ritirò il sostegno al suo governo di fronte alle rivendicazioni francesi.

### 1920-1922

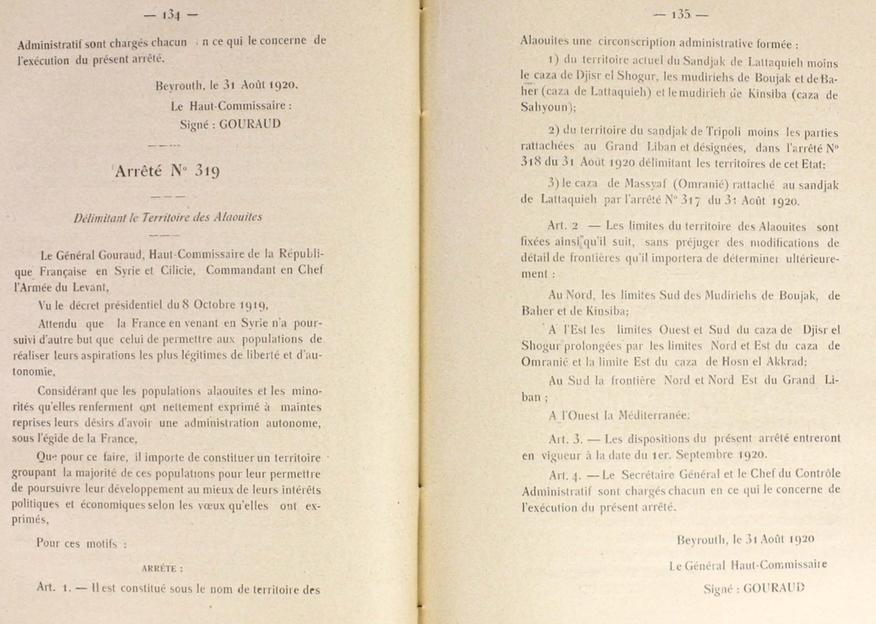
Arrêté n. 319 del generale Gouraud che ha creato lo Stato alawita, "Délimitant le Territoire des Alaouites" (Delineando il territorio degli alawiti), 31 agosto 1920.

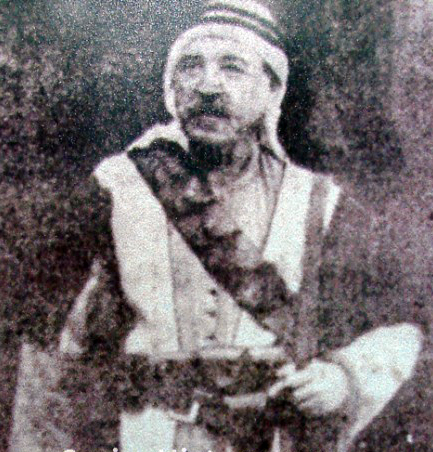
Salih al-Ali, capo della rivolta alawita contro il dominio francese

A quel tempo, i francesi respinsero le proteste dei nativi per l'unificazione della Siria. All'inizio di settembre 1920, i francesi divisero i territori del loro mandato in base alla popolazione eterogenea per concedere l'autonomia locale alle regioni demografiche. Alcuni autori sostengono che i francesi abbiano agito per dividere intenzionalmente la popolazione, limitando la diffusione del "contagio urbano dell'agitazione nazionalista". Il 2 settembre 1920 fu creato un "Territorio degli Alawiti" nel paese costiero e montano, comprendente villaggi alawiti; i francesi giustificarono questa separazione citando l'"arretratezza" dei montanari, religiosamente distinti dalla circostante popolazione sunnita. La divisione intendeva proteggere il popolo alawita da maggioranze più potenti.
Dopo la relativa indipendenza del governo di Faisal I, il colonialismo francese era sgradito e si pensava che le divisioni servissero gli interessi di una minoranza cristiana rispetto a una maggioranza musulmana, favorendo il dominio coloniale e soffocando il dissenso.
Salih al-Ali guidò la rivolta siriana del 1919 nella regione di Alawi a est della città costiera di Latakia. Al-Ali era principalmente interessato a proteggere le regioni alawite dalle ingerenze esterne. Le sue ribellioni non furono motivate dal movimento nazionalista ma si identificavano con esso per promuovere l'autonomia alawita. I ribelli si arresero alle forze francesi dopo due anni di raid degli avamposti francesi nell'ottobre 1921.

### 1923-1924

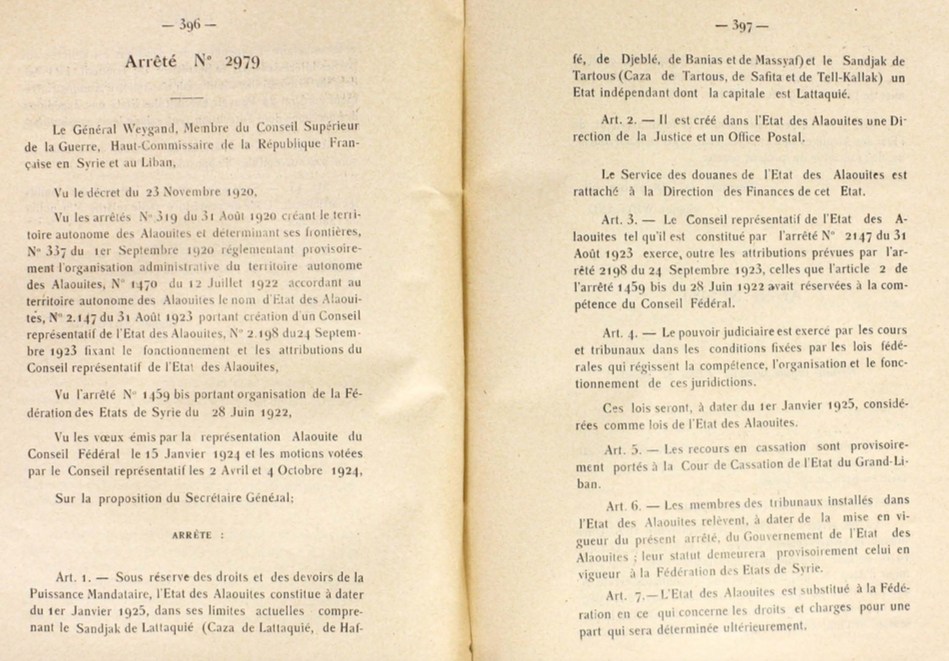
Arrêté 2979 del 5 dicembre 1924 del generale Maxime Weygand che ha istituito lo Stato alawita come stato indipendente dal 1º gennaio 1925,

Nel 1922, l'amministrazione francese istituì un governo eletto composto da consigli di rappresentanza degli stati di Aleppo, Damasco e del territorio alawita. Nel giugno 1923 l'amministrazione francese, guidata dal generale Maxime Weygand, permise ai singoli stati di eleggere i propri consigli di rappresentanza. Le elezioni primarie, un confronto tra funzionari francesi e nazionalisti, furono considerate fraudolente dai siriani (molti dei quali boicottarono le elezioni del 26 ottobre). Lo Stato alawita, isolato dalle tendenze nazionaliste, elesse 10 rappresentanti filofrancesi nel suo consiglio di 12 persone dopo un'affluenza alle urne del 77% alle elezioni primarie. Tali numeri non si videro nella Damasco nazionalista e ad Aleppo. Gli alawiti preferivano essere raggruppati con i territori del Libano, in contrasto con le popolazioni sunnite e cristiane che chiedevano l'unità siriana. La maggior parte del sostegno francese in queste prime elezioni proveniva dalle popolazioni rurali, di cui i francesi avevano principalmente beneficiato.

### 1925-1927: la Grande rivolta siriana
Il 1º gennaio 1925, dalla fusione francese degli Stati di Damasco e di Aleppo, nacque lo Stato di Siria. Il Libano e lo Stato alawita non vennero inclusi.
Forse ispirata dalla guerra d'indipendenza turca (1919-1921), la Grande rivolta siriana iniziò nelle campagne del Gebel Druso. Guidato da Sultan al-Atrash come una rivolta drusa il movimento fu adottato da un gruppo di nazionalisti siriani guidati da Abd al-Rahman Shahbandar e si diffuse negli stati di Aleppo e Damasco. Durato dal luglio 1925 al giugno 1927, fu una risposta antifrancese, antimperialista a cinque anni di dominio francese; per i drusi non era un movimento verso l'unità siriana, ma semplicemente una protesta contro il dominio francese.
Il territorio rurale alawita fu in gran parte non coinvolto nella Grande Rivolta. I francesi avevano favorito le minoranze religiose come i drusi e gli alawiti, tentando di isolarli dalla cultura nazionalista tradizionale. Molti giovani delle comunità rurali alawite si unirono alle truppe francesi, arruolandosi nelle troupes speciales (che all'epoca facevano parte delle forze francesi in Siria) per il progresso sociale. Queste truppe, forze regionali reclutate da popolazioni minoritarie, venivano spesso utilizzate per reprimere i disordini civili.
Itamar Rabinovich propose tre ragioni per cui il popolo alawita non fu interessato alla Grande Rivolta:
1. "La predominanza alawita nello Stato alawita non era assoluta": a differenza delle minoranze cristiane e beduine della regione drusa, il territorio alawita ospitava consistenti gruppi sunniti e cristiani (la maggior parte dei quali viveva nella capitale, Latakia). Molti proprietari sunniti controllavano i mezzadri alawiti. Il predominio economico della minoranza sunnita sulla maggioranza alawita era fonte di risentimento di vecchia data. Gli alawiti non erano affatto entusiasti dei sentimenti nazionalisti dei loro proprietari sunniti.[6]
2. "La società alawita era divisa. Il contadino alawita era individualista e la sua fedeltà era rivendicata da distinti leader spirituali e tribali e spesso anche da un proprietario terriero."
3. "Il suo isolamento, la povertà e la struttura sociale hanno inflitto arretratezza all'area alawita. Questo coesisteva con un forte sentimento di solidarietà con un attaccamento alla comunità e un senso di esclusività e missione."

### 1927-1936

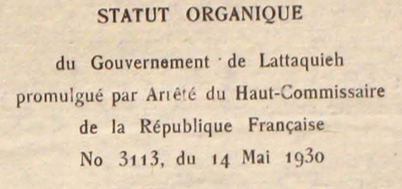
Statut Organique dello Stato alawita, 14 maggio 1930

Lo Stato alawita fu governato da una successione di governatori francesi dal 1920 al 1936:
- 2 settembre 1920-1921: colonnello Marie Joseph Émile Niéger (n. 1874; m. 1951)
- 1921 - 1922: Gaston Henri Gustave Billotte (n. 1875; m. 1940)
- 1922 - 1925: Léon Henri Charles Cayla (n. 1881; d. 1965)
- 1925 - 5 dicembre 1936: Ernest Marie Hubert Schoeffler (n. 1877; m. 1952)

I latifondisti sunniti, che vivevano principalmente nelle città della provincia, erano sostenitori dell'unità siriana; tuttavia, i francesi erano sostenuti dalle comunità rurali alawite di cui si occupavano.
Nel 1930 lo Stato alawita fu ribattezzato Governo di Latakia come unica concessione dei francesi ai nazionalisti arabi fino al 1936.

### Scioglimento
Il 3 dicembre 1936 (entrando in vigore nel 1937), lo Stato alawita fu incorporato nella Repubblica siriana come concessione francese al Blocco nazionale (il partito al governo del governo siriano semi-autonomo).
Vi era un nutrito sentimento separatista alawita nella regione, ma le loro opinioni politiche non potevano essere coordinate in una voce unificata. Ciò è stato attribuito allo status di contadino della maggior parte degli alawiti, "sfruttato da una classe di proprietari terrieri prevalentemente sunniti residente a Latakia e Hama". C'era anche una grande faziosità tra le tribù alawite, e lo Stato alawita fu incorporato nella Siria con poca resistenza organizzata.

## Conseguenze

### 1936-1946
Nel 1939 il partito del Blocco nazionale cadde nella sfiducia presso il popolo siriano a causa della sua incapacità di aumentare l'autonomia del governo siriano dall'influenza francese. Il primo ministro Jamil Mardam si dimise alla fine del 1938; i francesi riempirono il vuoto di potere, sciogliendo il Parlamento, sopprimendo il nazionalismo siriano e aumentando l'autonomia dei territori alawiti e drusi che sostenevano la Francia (contrastando l'unificazione siriana).
La seconda guerra mondiale stabilì una forte presenza britannica in Siria. Dopo la caduta della Terza Repubblica nel giugno 1940 e la resa francese alle potenze dell'Asse, la Francia di Vichy controllò la Siria fino a quando la Gran Bretagna e la Francia Libera non si impadronirono del paese (e del Libano) nel luglio 1941. Nel 1942, le regioni di Latakia e dei drusi furono restituite al controllo siriano. Alla fine della guerra, i nazionalisti arabi in Siria erano pronti a fare un altro gioco di potere.

### 1946-1963

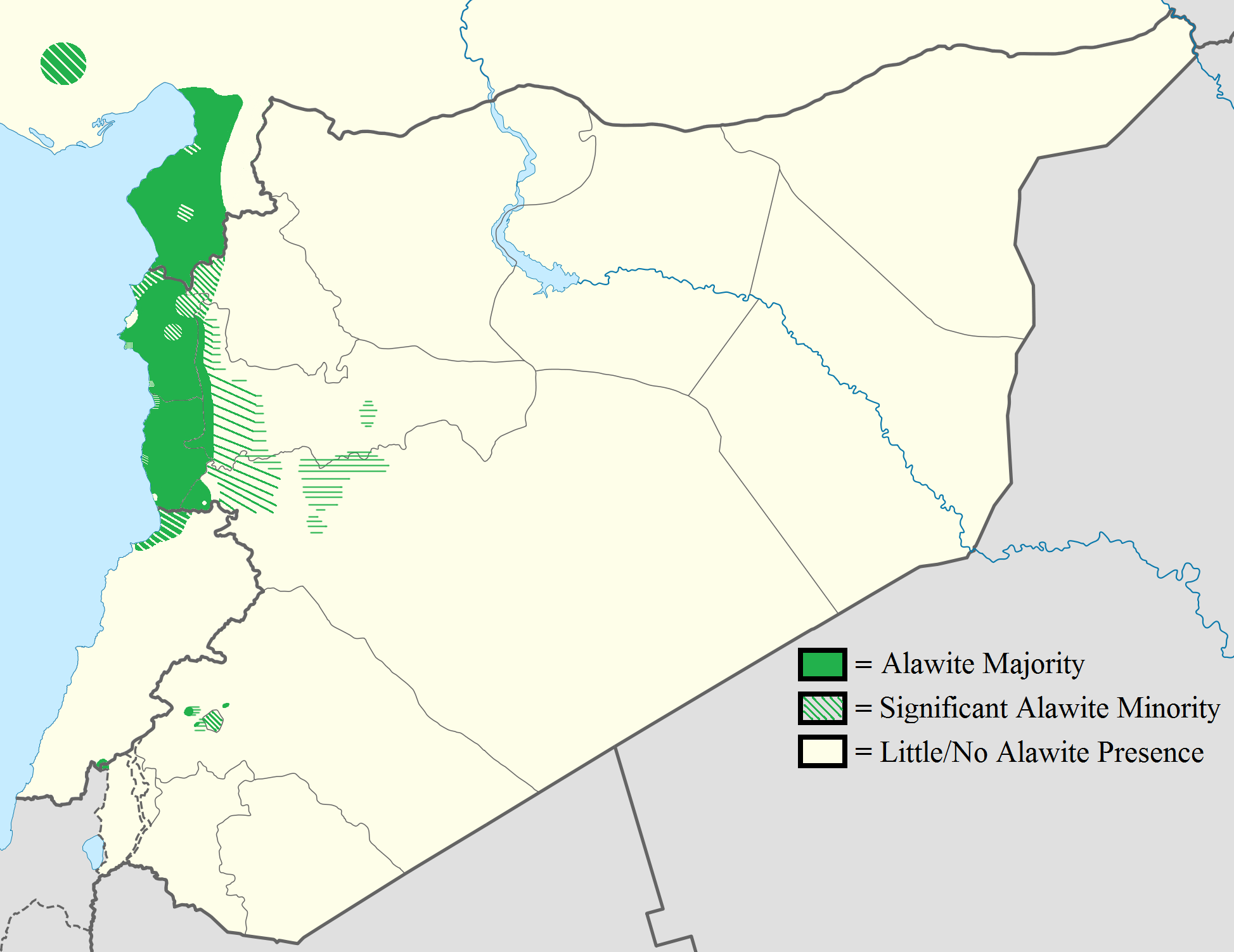
Distribuzione degli alawiti nel Levante

I francesi lasciarono la Siria nel 1946 e il nuovo governo indipendente durò tre anni (fino al colpo di stato militare del 1949). L'esercito siriano era dominato da reclute provenienti da comunità alawite, druse e curde sunnite rurali e da un residuo dell'esercito del Levante del mandato francese (che divenne l'esercito siriano dopo l'indipendenza). A partire dal colpo di stato del 1949, gli alawiti dominarono gli uffici e il corpo governativo negli anni '60. L'ex presidente Hafez Asad e suo figlio Bashar sono di origine alawita.

### Guerra civile siriana del 2011
A seguito della guerra civile siriana, nel 2012 si è ipotizzata la possibilità di rappresaglie contro gli alawiti che avrebbero portato alla ricreazione dello Stato alawita come rifugio per Bashar al-Assad e per i leader di governo in caso di caduta di Damasco. Il re Abd Allah II  di Giordania lo ha definito lo scenario "peggiore" del conflitto, temendo un effetto domino: la frammentazione del Paese lungo linee settarie, con conseguenze a livello regionale.

## Popolazione
| Censimento di Latakia, 1921-1922 |          |             |
| Religione                        | Abitanti | Percentuale |
| alawiti                          | 253.000  | 70,7%       |
| sunniti                          | 50.000   | 14%         |
| cristiani                        | 42.000   | 11,7%       |
| ismailiti                        | 13.000   | 3,6%        |
| Totale                           | 358.000  | 100%        |

|             | Alawiti | Sunniti | Ismailiti | Cristiani |
| Popolazione | 173.000 | 32.000  | 5.000     | 36.000    |

|             | Latakia (capitale) | Urbana | Rurale  |
| Popolazione | 36.687             | 41.687 | 610,820 |

## Francobolli

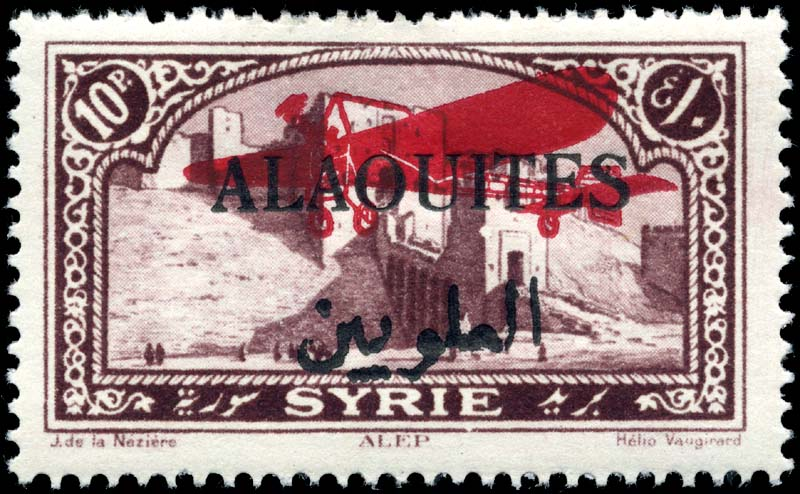
Doppia sovrastampa: "Alaouites" su aereo (indicante posta aerea) su 10 piastre siriano